# Iglesia de San Martín (Sardañola del Vallés)
La iglesia de San Martín es un edificio religioso de la población de Sardañola del Vallés perteneciente a la comarca catalana del Vallés Occidental en la provincia de Barcelona. Es una iglesia modernista y neorrománica incluida en el Inventario del Patrimonio Arquitectónico de Cataluña y protegida como Bien Cultural de Interés Local.

## Historia
A finales del siglo XVII se edificó una iglesia que fue quemada en 1808 por los franceses. En 1906 fue construida una nueva iglesia en el centro del pueblo y a su lado, la casa rectoral.

## Descripción
Es una iglesia de lenguaje historicista. Consta de planta de cruz latina, una nave central y tres capillas laterales a cada lado de dicha nave que se comunican entre ellas. La construcción sigue el modelo gótico con el interior de bóveda de cañón. La fachada tiene un arco de medio punto con arquivoltas sustentadas en unas columnas de fuste liso y un gran rosetón. El tejado tiene la vertiente a dos aguas. Se encuentra adosada en el muro de levante la torre campanario de planta cuadrada y con cubierta a cuatro aguas de cerámica vidriada. El remate de la torre es de ladrillo visto que contrasta con el resto de la construcción de placas de piedra.